# Pont Laureano Gómez
Le pont Laureano Gómez, plus connu sous le nom de pont Pumajero, est un pont qui a été en activité entre 1974 et 2019. Il traverse le fleuve Magdalena à quelques kilomètres en amont de son embouchure, à la hauteur de la ville de Barranquilla, au nord de la Colombie. Il relie la ville de Barranquilla à l'île de Salamanca  puis à la ville de Cienaga et au reste du pays.

## Histoire
Initialement, le pont devait être construit au niveau de la zone franche de Barranquilla, ce qui lui aurait permis d’avoir son tablier à une hauteur de 40 mètres au-dessus de l’eau, mais cela aurait augmenté le coût de la construction de 40 millions de dollars, de sorte que le gouvernement de Lleras Restrepo (1966-1970) a opté pour la solution actuelle. Le 1er juillet 1970, il a signé un contrat pour construire le pont avec le consortium formé par Cuellar Serrano Gomez Ltda et la société d’ingénierie italienne Lodigiani SA pour un montant de 143 200 000 $ et un délai de construction de 30 mois. Le pont a été conçu par l'ingénieur italien Riccardo Morandi, qui a conçu le pont du Général Rafael Urdaneta sur le lac Maracaibo.
Le nom officiel du pont est « pont Laureano Gómez », mais la population locale par reconnaissance lui a donné le nom de son principal instigateur Alberto Mario Pumarejo Vengoechea et c’est sous le nom de « pont Pumajero » qu’il est connu dans tout le pays.

## Caractéristiques techniques
À l'époque, le pont Pumarejo est le plus long de Colombie. Il a une longueur d’une rive à l’autre de 1 500 mètres et, si on lui ajoute les voies d’accès de 3 383 mètres. Il peut assurer un trafic de 1 500 véhicules à l’heure. Les pylones en béton armé supportant le pont atteignent 30 mètres au-dessus du lit du fleuve et font en moyenne 1,80 m de diamètre. Au total, le pont repose sur 56 pylones et est composé de 29 portées préfabriquées de 47 mètres de long avec une travée principale supérieure à 140 mètres et deux travées adjacentes de 70 mètres supportées par des haubans. La largeur de la route est de 12,5 mètres et la hauteur maximale du tablier au-dessus du niveau de l’eau est de 16 mètres.
Les travaux ont demandé 3,4 millions d’heures de travail à 500 personnes et la construction a duré 42 mois.

## Projet de nouveau pont à l'étude
Un nouveau projet de pont est envisagé afin de pallier le trafic trop dense que subit le pont et permettre à Barranquilla d'être plus compétitif au niveau du commerce extérieur. Une étude, menée pendant deux ans dès 2012 et qui a couté 11 000 millions de pesos, a ainsi pu donner des informations sur les conditions détaillées de l'œuvre et définir que les travaux dureraient quatre ans. Le coût du nouveau pont est évalué entre 430 000 et 700 000 millions de pesos. Il ferait 15 à 45 mètres de hauteur en plus, ce qui permettrait le passage des petits et moyens navires de 10 000 à 15 000 tonnes. Le pont Laureano Gómez serait alors détruit, cette opération ayant un coût estimé de 20 000 millions de pesos.
La construction du nouveau pont Pumarejo, à quelques mètres au sud du pont précédent, a commencé en 2012 et a été achevé à la mi-décembre 2019. Il est inauguré le 20 décembre 2019.